# Julen Aguinagalde
Julen Aguinagalde Aquizu (født 8. december 1982 i Irun, Spanien) er en spansk håndboldspiller, der til dagligt spiller for den polske klub Vive Targi Kielce. Han har spillet for klubben siden 2009. Tidligere har han repræsenteret tre spanske klubber, Bidasoa Irún, BM Ciudad Real og Ademar León.
I 2010 vandt Aguinagalde med Ciudad Real det spanske mesterskab.

## Landshold
Aguinagalde spiller desuden for det spanske landshold, som han (pr. juni 2019) har repræsenteret 181 gange med 448 scoringer til følge.